# Legio VI Ferrata
Legio VI Ferrata (VI Залізний легіон) — римський легіон. Мав також прізвисько Fidelis Constans (Вірний та Постійний), яке отримав від імператора Септимія Севера.

## Історія
Створений у 52 році до н. е. Гаєм Юлієм Цезарем під час Галльської війни. Звитяжно бився при Алезії у 52 році до н. е., де був переможений союз галльських племен на чолі із Верцингеторіксом. Потім стояв табором в землях племені едуїв  у м. Кабіллонумі (сучасне м. Шалон-на-Соне), згодом у Матісконі (сучасне м. Макон). Слідом за цим у 51 році до н. е. придушував повстання галльського племені карнутів зі столицею у Кенабі (в районі сучасного Орлеана).
З 49 року до н. е. брав участь на боці Цезаря у боротьбі за владу з Гнеєм Помпеєм Великим. Звитяжив у битвах при Ілерді в Іспанії того ж року. У 48 році до н. е. відзначився у битвах при Діррахіумі та вирішальній — при Фарсалі. Після цього супроводжував Цезаря до Єгипту, де витримав бої під час Александрійської війни. У 47 році до н. е. відіграв вирішальну роль у битві при Зелі проти понтійського та боспорського царя Фарнака II. Після цього перебрався до Італії. Незабаром виступив проти помпеянців у Африці, де 46 року до н. е. брав участь у битві при Тапсі. У 45 році до н. е. був в складі військ Цезаря, що перемогли помпеянців на чолі із Гнеєм Помпеєм Молодшим у битві при Мунді в Іспанії та облозі міста Атегуя. Тоді ж Цезар з ветеранів легіону заснував колонію Юлія Патерна Арелатензій Секстанор (сучасне м.Арль, Франція).
У 44 році до н. е. після смерті Цезаря перейшов на бік Марка Антонія. У 42 році бився на боці тріумвірів проти республіканців при Філіппах. У 41 році до н. е. ветеранам легіону надали землі біля Беневента. Того ж року перейшов до Юдеї, де допоміг здобути владу Іроду Великому у 37 році до н. е. У 36 році до н. е. був учасником парфянського походу Марка Антонія, проте зазнав втрат й вимушений був відступити через Вірменію до Сирії. Згодом перебазовано до провінції Ахайя. У 31 році до н. е. легіон брав участь у битві при Акціумі на боці Антонія.
Октавіан відправив легіон до Лаодікеї (сучасне м. Латакія) у Сирії. Водночас ветеранів легіону розмістив у колонії Биллій в Іллірику. У Сирії легіон разом з Legio III Gallica, Legio X Fretensis та Legio XII Fulminata забезпечував захист провінції та римський порядок в ній. У 4 році до н.е у складі військ Публія Квінтілія Вара придушив мессіанське повстання в Юдеї, що почалося після смерті царя Ірода Великого.
Після смерті Германіка у 19 році проконсул Пізон, вигнаний з Сирії, послав свого друга Доміция Целера, щоб він заспокоїв легіонерів. Целер намагався залучити на свій бік табір цього легіону, але був попереджений легатом Марком Пакувієм, який зміг утримати легіон в покорі. Пізон відступив у невелику фортецю в Кілікії, де проконсул Сирії Гней Сентій Сатурнін отримав над ним перемогу: VI Ferrata входив до складу експедиційних сил. У 20 році разом з іншими сирійськими легіонами виступив до кордонів Парфії, чим допоміг здобути імператору Тиберію дипломатичну перемогу над царем Вологезом, який повернув римські орли та значки здобуті у битві при Каррах.
У 45 році імператор Клавдій для ветеранів сирійських легіонів, зокрема Залізного, створив Колонію Клавдія Цезаря у Птолемаїді (сучасне м. Акко). Основні сили стояли в Лаодікеї. У 54 році до н. е. переміщено до Каппадокії. У 58 році  разом з іншими легіонами під загальною орудою Гнея Доміція Корбулона захопив Арктаксату, а у 59 році Тігранокерту у Великій Вірменії. У 60 році імператор Нерон надав ветеранам легіону землі біля Таренту (південна Італія) та в Анції. У 62 році разом з Legio III Gallica та Legio X Fretensis здійснив похід до Євфрату, але згодом перебрався до фортеці Зевгма у Коммагені. У 63 році під командуванням Корбулона діяв у Вірменії. 66 року повернувся до Сирії.
З 67 року брав участь у придушенні Першого юдейського повстання. Зазнав поразки при штурмі Єрусалиму, де загинув легат легіону та префект табору Турраній Пріск. У 69 році підтримав Веспасіана у боротьбі за владу. Увійшов до армії Гая Ліцинія Муціана, що рушила до Італії. Втім довелося битися проти даків, які вдерлися до Мезії. Завдяки стійкості легіонерів ворог не прорвався углиб імперії. З 70 року, після завершення юдейського повстання, перейшов до Сирії, отаборившись у Рафанеї. У 73 році на чолі із Луцієм Юнієм Цезенієм Петом підкорив Коммагену, захопивши столицю Самосату й поваливши її царя Антіоха IV, вийшовши до Євфрату, що став кордоном з Парфією. Незабаром розбив синів Антіоха — Епіфана та Каллініка. У 75 році підрозділи легіону брали участь у зведенні мостів та каналу в Антіохії. В цей час його очолював Квінт Глітій Ацилій Агрікола.
За імператора Траяна вексиларії легіону брали участь у Другій Дакійській війні, 106 року відзначилися при облозі столиці даків Сармісегетузі. У 107 році легіон під командуванням Авла Корнелія Фронтоніана перебазовано до нової провінції Кам'яниста Аравія. Тут до 114 року стояв біля столиці провінції — Бострі. Легіонери звели значну частину шляху Traiana Nova. У 114–117 роках був учасником війни проти Парфії, був при захопленні Вірменії у 114 році, Месопотамії — у 115–116 роках.
За імператора Адріана брав участь у придушенні другого юдейського повстання 117–119 років та третього юдейського повстання 132–136 років. Зі 123 року стояв в Палестині у м. Капаркотна Галілейська, де захищав Via Maris. Ветерани легіону розміщені у Колонії Елія Капітоліна, що постала на місці зруйнованого Єрусалиму. За імператора Антоніна Пія у 145–150 роках вексилярії легіону спрямовано на підтримку римським підрозділам у провінції Мавретанія для придушення повстання місцевих племен.
Зі 150 року у повному складі легіон стояв у Капарконі (надалі перейменовано на Легіон, сучасне м. Леджун) — між руїнами старовинного міста Мегіддо та містом-фортецею Максиміанополем. 
У 162–166 роках брав участь у парфянському поході імператора Луція Вера. Під час боротьби у 193–194 роках між Септимієм Севером та Песценнієм Нігером спочатку підтримував останнього, але потім перейшов на бік Севера. За це частину легіону Север перевів до реформованої преторіанської гвардії. У 195 році в Юдеї припинив конфлікт між юдеями та самаритянами. У 196–197 роках був у військовій кампанії Септимія Севера проти парфян.
За часи імператора Олександра Севера ветерани легіону отримали землі у Дамаску, що здобув статус колонії. Імператор Філіпп Араб наказав викарбувати у Дамаску монету з емблемою легіону та зображення своєї дружини Отацилії Севери. У 260 році разом з іншими легіонами зазнав поразки від персів, тоді ж у полон потрапив імператор Валеріан. Полонені легіонери легіону брали участь у зведенні 550-кілометрового моста у Бішапурі, що отримав назву «Міст царя царів».
Залишався у своєму таборі від імператорів з династії Северів до Діоклетіана. Останній перевів легіон до провінції Арабія. Стояв у м. Удрух й підпорядковувався дуксу Аравії, забезпечуючи охорону Арабського лімеса. Перелік почесних посад (Notitia Dignitatum 395 року) про нього вже не згадує.